# Утакмице фудбалске репрезентације Мађарске 1994.
| Домаћин | Гост |

Фудбалска репрезентација Мађарске је током 1994. године одиграла дванаест званичних утакмица. Током године мађарски тим није победио ни у једном мечу, уз 4 ремија и 8 пораза са 12. датих голова и примљених 31. У квалификацијама за Европско првенство у фудбалу 1996. у групи са Мађарском су биле репрезентације Шведске, Турске, Швајцарске и Исланда.
Савезни селектори националног тима у овом периоду су били:
- Јожеф Веребеш (681 — 688)
- Калман Месељ (689 — 692.)[note 1]

## Утакмице
| Мађарска  | 1 : 2 (0 : 2) | Швајцарска                    |
| --------- | ------------- | ----------------------------- |
| Есењи 75’ | Извештај      | 10’ Ч. Сфорца · 32’ Н. Субјат |

| Аустрија            | 1 : 1 (0 : 0) | Мађарска |
| ------------------- | ------------- | -------- |
| Х. Фајфенбергер 75’ | Извештај      | 65’ Илеш |

| Мађарска | 0 : 1 (0 : 1) | Словенија   |
| -------- | ------------- | ----------- |
|          | Извештај      | 27’ Катанец |

| Данска                                    | 3 : 1 (2 : 1) | Мађарска |
| ----------------------------------------- | ------------- | -------- |
| М. Лавдруп 23’ (пен) 45’ · С. Повлсен 60’ | Извештај      | 2’ Винце |

| Пољска                                                   | 3 : 2 (0 : 1) | Мађарска              |
| -------------------------------------------------------- | ------------- | --------------------- |
| З. Јагодић 48’ (аг) · Х. Балусински 80’ · А. Федорук 85’ | Извештај      | 12’ Винце · 50’ Клаус |

| Мађарска          | 2 : 2 (0 : 0) | Хрватска              |
| ----------------- | ------------- | --------------------- |
| Керестури 51’ 75’ | Извештај      | 52’ 63’ М. Младеновић |

| Холандија                                                                             | 7 : 1 (3 : 1) | Мађарска          |
| ------------------------------------------------------------------------------------- | ------------- | ----------------- |
| Бергкамп 13’ 90’ · Б. Рој 18’ · Р. Куман 24’ (пен) · Г. Таумент 47’ · Рајкард 59’ 79’ | Извештај      | 10’ (пен) Б. Илеш |

| Белгија                                    | 3 : 1 (2 : 0) | Мађарска    |
| ------------------------------------------ | ------------- | ----------- |
| Ј. Вебер 6’ · М. Дегрис 37’ · Л. Нилис 66’ | Извештај      | 55’ Јагодич |

| Мађарска               | 2 : 2 (0 : 0) | Турска                     |
| ---------------------- | ------------- | -------------------------- |
| Киприх 4’ · Халмаи 45’ | Извештај      | 66’ Шукур · 70’ Б. Коркмаз |

| Мађарска | 0 : 0    | Немачка |
| -------- | -------- | ------- |
|          | Извештај |         |

| Шведска                       | 2 : 0 (1 : 0) | Мађарска |
| ----------------------------- | ------------- | -------- |
| Т. Бролин 44’ · М. Дахлин 70’ | Извештај      |          |

| Мексико                                                                      | 5 : 1 (3 : 1) | Мађарска |
| ---------------------------------------------------------------------------- | ------------- | -------- |
| К. Ермосилио 21’ 37’ · К. Суарез 43’ · Р. Рамирез 60’ · Б. Галиндо 71’ (пен) | Извештај      | 2’ Клаус |

## Голгетери у 1994.
| - Бела Илеш - Јожеф Киприх - Габор Халмаи |

## Извори и спољашње везе
- Dénes Tamás-Rochy Zoltán. A 700. után. Rochy és Társa. ISBN 963-04-7169-8.
- Све утакмице репрезентације Мађарске
- Репрезентација Мађарске на фудбалској бази података
- Утакмице репрезентације Мађарске (1994)